# Philoneptunus neesi
Philoneptunus neesi is een mosselkreeftjessoort uit de familie van de Trachyleberididae. De wetenschappelijke naam van de soort is voor het eerst geldig gepubliceerd in 2003 door Jellinek & Swanson.